# Carnus occidentalis
Carnus occidentalis är en tvåvingeart som beskrevs av David Grimaldi 1997. Carnus occidentalis ingår i släktet Carnus och familjen kadaverflugor. Inga underarter finns listade i Catalogue of Life.